# Афгані

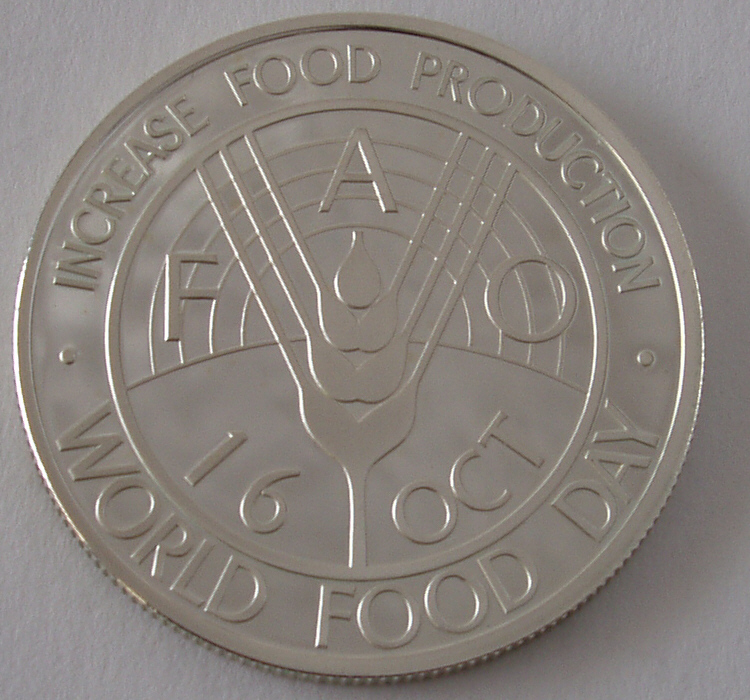
Afghan afghani

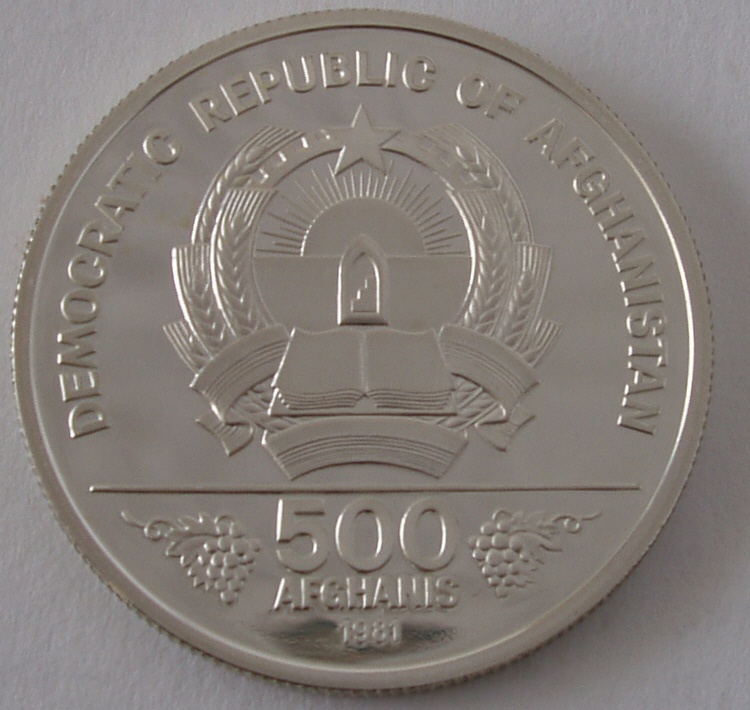
Afghan afghani

Афга́ні (пушту افغانۍ; дарі افغانی) — грошова одиниця Афганістану, дорівнює 100 пулам; введена законом 1926 року. За станом на 1 жовтня 1959 року курс до радянського карбованця становив 100 афгані за 20 крб.

## Монети
Кілька десятиліть тому після чергової  монети пули майже повністю зникли з обігу, проте зараз ця фінансова одиниця поступово повертається до використання — стають дедалі популярнішими дріб'язкові монети номіналом 25 і 50 пули. Також у вигляді монет випускають 1, 2 і 5 афгані.
На даний час дизайн всіх монет практично однаковий — на аверсі можна побачити герб, з іншого боку — мечеть і два прапори, що символізують поєднання влади та релігії.

## Банкноти
На даний час в обігу знаходяться 1000, 500, 100, 50, 20, а також 10, 5, 2 і 1 афгані різних років випуску. На даний час використовуються в основному банкноти великих номіналів, а дрібніші, такі як 10 афгані і менше — зараз можна віднести до розряду колекційних.
Афгані відносять до числа валют з низьким рівнем захисту. Адже на самих купюрах, у відповідності до ісламських законів, забороняється використовувати зображення живих істот, їх замінюють національний малюнок та окремі написи, завдяки чому такі купюри стає набагато легше підробляти. Символічним засобом захисту для афгані є водяний знак, що має вигляд мечеті.
Цікавим фактом є те, що цю валюту виготовляють на російських фабриках, при цьому папір, що використовують для виготовлення афгані є ідентичним до того, з якого виробляють американські долари.
У 2002 році курс афгані до долара становив 40000:1, пізніше ситуацію вдалось виправити у вигляді 14000:1, проте всі добре розуміли, що для кінцевого виправлення ситуації післявоєнної держави потрібна грошова реформа, яка відбулася у жовтні 2002 року. Її результатом стала  афгані.
На даний час в країні встановлено два окремі курси офіційної валюти — від кабульського  і від так званого «північного» Центрального банку. Також варто зазначити, що практично на всій території  можна розрахуватися доларами США нарівні з національною валютою, але в деяких районах решту з доларів можуть видати саме афгані.

### БанкнотиКоролівства Афганістан

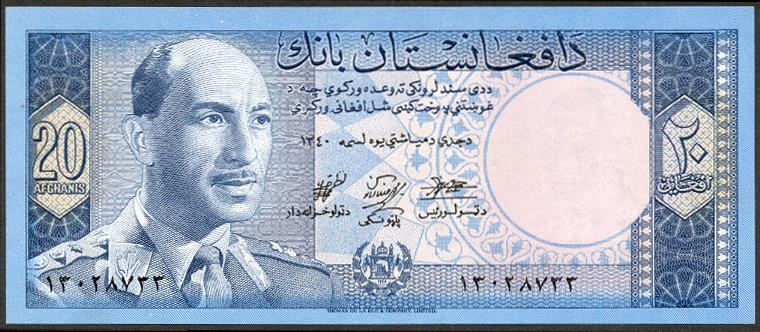
20 афгані 1963 року, аверс
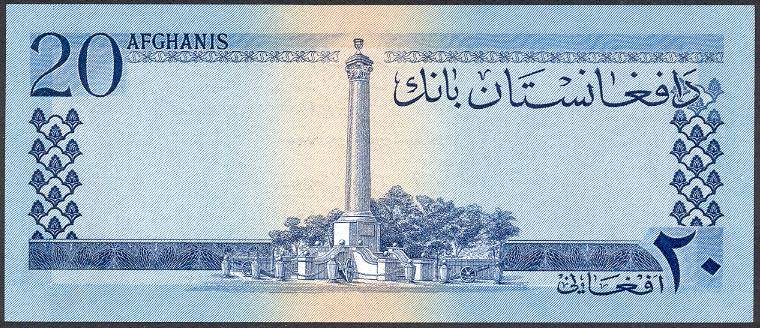
20 афгані 1963 року, реверс
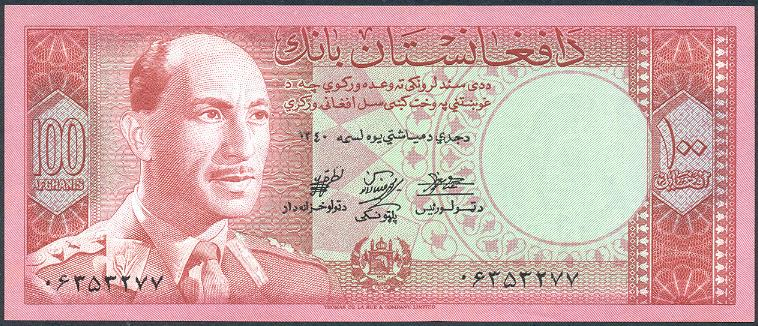
100 афгані 1963 року, аверс
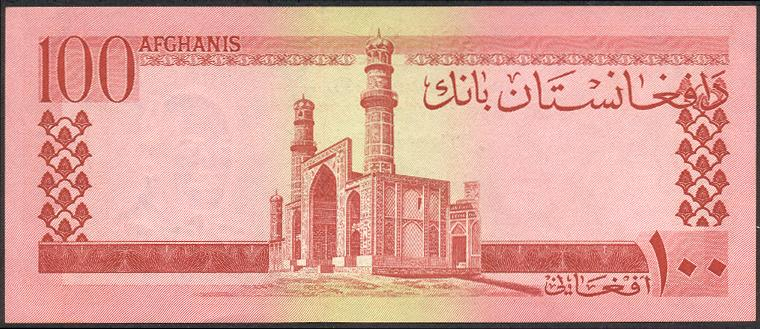
100 афгані 1963 року, реверс

### Банкноти 1978—1993 років
Після Саурської революції було випущено нову серії банкнот. На банкнотах 1978 року (20 і 50 афгані) було зображено герб ДРА. Починаючи з 1979 року на його місці друкувалася емблема Да Афганістан банку. Після проголошення Афганістану Ісламською Державою, через високу інфляцію було введено банкноти номіналом 5000 та 10000 афгані.
| Серія 1978—1993 років | Серія 1978—1993 років | Серія 1978—1993 років | Серія 1978—1993 років | Серія 1978—1993 років | Серія 1978—1993 років                                        | Серія 1978—1993 років                         | Серія 1978—1993 років |  |
| Зображення            | Зображення            | Номінал (афгані)      | Розміри (мм)          | Основні кольори       | Опис                                                         | Опис                                          | Роки друку            |  |
| Аверс                 | Реверс                | Номінал (афгані)      | Розміри (мм)          | Основні кольори       | Аверс                                                        | Реверс                                        | Роки друку            |  |
| --------------------- | --------------------- | --------------------- | --------------------- | --------------------- | ------------------------------------------------------------ | --------------------------------------------- | --------------------- |  |
|                       |                       | 10                    | 115×52                | зелений               | емблема Да Афганістан банку                                  | перевал Саланг у Гіндукуші                    | 1979                  |  |
|                       |                       | 10                    | 125×56                | помаранчевий          | емблема Да Афганістан банку                                  | Банд-е Амір                                   | 1979                  |  |
|                       |                       | 50                    | 134×58                | бірюзовий             | емблема Да Афганістан банку                                  | палац Дар аль-Аман у Кабулі                   | 1979 1991             |  |
|                       |                       | 100                   | 142×62                | рожевий               | емблема Да Афганістан банку, селянин                         | ГЕС                                           | 1979-1991             |  |
|                       |                       | 500                   | 151×66                | фіолетовий            | емблема Да Афганістан банку, гравці у бузкаші                | фортеця Бала-Хіссар                           | 1979                  |  |
|                       |                       | 500                   | 151×66                | помаранчевий зелений  | емблема Да Афганістан банку, гравці у бузкаші                | фортеця Бала-Хіссар                           | 1979-1991             |  |
|                       |                       | 1000                  | 160×70                | коричневий            | емблема Да Афганістан банку, Блакитна мечеть у Мазарі-Шарифі | королівські сади і тріумфальна арка у Пагмані | 1979-1991             |  |
|                       |                       | 5000                  | 165×74                | фіолетовий            | емблема Да Афганіста банку, мечеть Пулі Хішті у Кабулі       | мавзолей Ахмед-шаха Абдалі у Кандагарі        | 1993                  |  |
|                       |                       | 10 000                | 170×77                | бірюзовий             | емблема Да Афганістан банку, Джума-мечеть у Гераті           | арка з фортеці Кала-Бост у Лашкаргасі         | 1993                  |  |

### Банкноти 2002 року
Після повалення Ісламського Емірату було введено нові банкноти номіналом у 1, 2, 5, 10, 20, 50, 100, 500 і 1000 афгані. У 2005 році банкноти 1, 2 і 5 афгані були замінені на монети.
26 березня 2014 року було випущено нову банкноту номіналом у 1000 афгані.
| Серія 2002 року | Серія 2002 року | Серія 2002 року  | Серія 2002 року | Серія 2002 року  | Серія 2002 року                 | Серія 2002 року                               | Серія 2002 року               |
| Зображення      | Зображення      | Номінал (афгані) | Розміри (мм)    | Основні кольори  | Опис                            | Опис                                          | Роки друку                    |
| Аверс           | Реверс          | Номінал (афгані) | Розміри (мм)    | Основні кольори  | Аверс                           | Реверс                                        | Роки друку                    |
| --------------- | --------------- | ---------------- | --------------- | ---------------- | ------------------------------- | --------------------------------------------- | ----------------------------- |
|                 |                 | 1                | 131×55          | рожевий          | емблема Да Афганістан банку     | Блакитна мечеть у Мазарі-Шарифі               | 2002 2004                     |
|                 |                 | 2                | 131×55          | синій, блакитний | емблема Да Афганістан банку     | королівські сади і тріумфальна арка у Пагмані | 2002 2004                     |
|                 |                 | 5                | 131×55          | коричневий       | емблема Да Афганістан банку     | фортеця Бала-Хіссар                           | 2002 2004                     |
|                 |                 | 10               | 136×56          | жовто-зелений    | мавзолей Мір Вайса у Кандагарі  | королівські сади і тріумфальна арка у Пагмані | 2002 2004 2008                |
|                 |                 | 20               | 140×58          | коричневий       | мавзолей Махмуда Газневі        | Президентський палац у Кабулі                 | 2002 2004 2008                |
|                 |                 | 50               | 144×60          | зелений, сірий   | мечеть Шах-до Шамшира у Кабулі  | перевал Саланг у Гіндукуші                    | 2002 2004 2008 2010 2012      |
|                 |                 | 100              | 148×62          | фіолетовий       | мечеть Пул-е Хішті у Кабулі     | арка з фортеці Кала-Бост у Лашкаргасі         | 2002 2004 2008 2010 2012      |
|                 |                 | 500              | 152×64          | синій, блакитний | Джума-мечеть у Гераті           | аеропорт Кандагару                            | 2002 2004 2008 2010 2012      |
|                 |                 | 1000             | 156×66          | червоний         | Блакитна мечеть у Мазарі-Шарифі | мавзолей Ахмед-шаха Абдалі у Кандагарі        | 2002 2004 2008 2010 2012 2014 |